# Turvo, Paraná
Turvo este un oraș în Paraná (PR), Brazilia.